# 정지윤 (배우)
정지윤(1984년 11월 22일 ~ )은 대한민국의 배우이다.

## 학력
- 세종대학교 산업디자인학과

## 연기 활동

### 드라마
- 2012년 TV조선 주말드라마 《지운수대통》 ... 기자 역
- 2013년 JTBC 일일연속극 《가시꽃》 ... 천수지 역
- 2014년 SBS 드라마스페셜 《괜찮아, 사랑이야》 ... 해진 역
- 2014년 MBC 월화드라마 《트라이앵글》 ... 강현미 역
- 2014년 KBS2 단막극 《KBS 드라마 스페셜 - 마지막 퍼즐》 ... 강민주 역
- 2015년 웹드라마 《닥터이안》 ... 장재희 역
- 2018년 SBS 드라마스페셜 《리턴》
- 2019년 JTBC 미니시리즈 《꽃파당: 조선혼담공작소》 ... 도준 어머니역 (특별출연)
- 2020년 채널A 금토드라마 《터치》 ... 나혜진 역
- 2021년 tvN 주말드라마 《빈센조》... 미쓰양 역
- 2021년 MBC 금토드라마 《검은 태양》... 김여진 역
- 2024년~2025년 KBS2 수목드라마 《수상한 그녀》 ... 강영은 역

### 영화
- 2012년 《공모자들》 ... 윤채희 역
- 2013년 《미스터 고》 ... 홈쇼핑 쇼호스트 역
- 2014년 《좋은 친구들》 ... 미란 역
- 2014년 《기술자들》 ... 기술자 비서 1 역
- 2015년 《미쓰 와이프》 ... 약사 역